# Wohlfahrt Intern
Wohlfahrt Intern ist eine verbandsunabhängige Fachzeitschrift für Entscheider in der Sozialwirtschaft, die zehn Mal pro Jahr erscheint (monatlich, Doppelausgaben für die Monate Januar/Februar sowie Juli/August). Die Zeitschrift ist als branchenspezifisches Wirtschaftsmagazin konzipiert. Die Redaktion umfasst die Ressorts Im Gespräch‚ Träger und Verbände, Politik und Leistungsträger, Debatten und Lösungen sowie Tarif und Entgelte. Diese und weitere Artikel werden wie auch die täglichen Branchennachrichten auf dem Webportal veröffentlicht.
Wohlfahrt Intern ist ein vollständig digitalisiertes Fachmedium. Alle Beiträge werden zunächst online veröffentlicht. Zudem erscheinen die wichtigsten Beiträge regelmäßig in einem gedruckten Magazin.

## Geschichte
Wohlfahrt Intern wurde von der Wirtschaftsjournalistin Iris Röthig gegründet. Die erste Ausgabe erschien am 7. November 2005 mit einem Umfang von 16 Seiten als Monatsmagazin. Inzwischen ist Wohlfahrt Intern eine crossmediale Brancheninformationsplattform mit tagesaktueller Berichterstattung. Die Printausgaben haben einen durchschnittlichen Umfang von 68 Seiten.

## Themen
Die Berichterstattung umfasst insbesondere die freigemeinnützigen Verbände und deren operativ tätige Träger folgender Spitzenverbände der Freien Wohlfahrtspflege:
- AWO
- Caritas
- Diakonie
- DRK
- Der Paritätische
- Zentralwohlfahrtsstelle der Juden in Deutschland

Im Mittelpunkt der Berichterstattung stehen die Organisationen sowie dessen Top-Management.
Darüber hinaus sind die politisch-rechtlichen Rahmenbedingungen für folgende Hilfebereiche Gegenstand der Berichterstattung:
- Altenhilfe (SGB XI; Pflegeversicherung)
- Eingliederungshilfe (SGB IX; BTHG)
- Kinder- und Jugendhilfe (SGB XIII)
- Krankenhaus
- Rettungsdienst

Praktische Umsetzungshilfen für das Management sozialer Pflege- und Betreuungseinrichtungen werden für diese Themen bereitgestellt:
- Digitalisierung
- Finanzierung
- Klimaschutz
- Management
- Personal, (insbesondere Fachkräftemangel)
- Steuern (insbesondere gemeinnützigkeitskonforme Anwendung der Abgabenordnung – AO).

## Jahrbücher

### Tarif & Entgelt – So zahlt die Sozialwirtschaft
Wohlfahrt Intern gibt einmal jährlich das Jahrbuch Tarif & Entgelt – So zahlt die Sozialwirtschaft heraus. Das Jahrbuch vergleicht 30 Tarifverträge und kirchliche Arbeitsvertragsrichtlinien für 48 Berufe der Sozial- und Gesundheitswirtschaft.
Tabellenübersichten werden zu brancheninternen und branchenübergreifenden Vergleichen mit Industrie-, Handwerks-,Handels sowie Dienstleistungsberufen erstellt. Das Jahrbuch erscheint jeweils im Januar.

### Sozialunternehmen – Das ist die Sozialwirtschaft
Ein umfassender Überblick über die freigemeinnützigen Organisationen und ihre Wirtschaftskraft liefert das Jahrbuch Sozialunternehmen – Das ist die Sozialwirtschaft. Kern sind die Top 100-Listen der größten Sozialunternehmen in Deutschland und auf Länderebene.
Der zweite Teil des Buches stellt die betriebswirtschaftlichen Kennzahlen der größten Sozialunternehmen sowie deren Tochtergesellschaften im Vergleich dar.
Den Abschluss des Buches bildet die Übersicht Wer gehört zu wem? Sie zeigt, welche Gesellschafter hinter den Konzern- und Tochtergesellschaften stehen. Das Jahrbuch erscheint jeweils im August.

## Zielgruppe
Die Zielgruppe sind Geschäftsführende sowie hauptamtliche Vorstände der Spitzenverbände und Einrichtungen der freien Wohlfahrtspflege. Dazu gehören Vereine, Stiftungen oder gemeinnützige GmbHs. Zudem lesen branchennahe Dienstleister sowie politische Mandatsträger das Magazin.

## Verlag
Wohlfahrt Intern erscheint bei der Röthig Medien Verlags GmbH & Co. KG. Der Verlag wurde als Personengesellschaft 2005 in Düsseldorf gegründet und wird seither von seiner Gründerin Iris Röthig geleitet. 2012 erfolgte der Umzug nach Berlin, dem aktuellen Verlags- und Redaktionssitz. Seit 2014 firmiert das Unternehmen als GmbH & Co. KG.